# Ford Fiesta
Ford Fiesta er en bilmodel fra Ford Motor Company, som sælges over hele verden. Minibilen er oprindeligt udviklet og bygget af Fords europæiske afdeling Ford of Europe og var i produktion i næsten 50 år fra maj 1976 til juli 2023, hvor modellen blev fremstillet i ca. 22 millioner eksemplarer. I tidens løb er Fiesta teknisk set blevet yderligere forbedret og redesignet, dog har ikke hver modifikation været en helt ny model.
Siden 8. juli 2017 er Fiesta blevet markedsført i sin ottende modelgeneration. På grund af en anden tællemåde ved modifikationerne tales der blandt andet i Storbritannien om den syvende generation.

## Fiesta '76 (1976−1983)
Fiesta '76 var den første model i Fiesta-serien. I slutningen af 1960'erne begyndte Ford − ligesom flere europæiske konkurrenter − at udvikle en mindre og mere økonomisk bil. Med tværliggende frontmotor og forhjulstræk afveg Ford fra koncernens hidtidige koncept. Bortset fra to modeller havde alle Ford'er indtil da haft baghjulstræk. Fiesta kom på markedet i maj 1976 som fempersoners hatchback samt som minivarebil. Modellen fandtes med motorer af typen Valencia eller Kent med slagvolume fra 1,0 til 1,6 liter og en fuldt synkroniseret 4-trins gearkasse.
I august 1981 fik Fiesta '76 et facelift, hvor talrige tekniske detaljer blev ændret. Udefra kunne den faceliftede Fiesta '76 kendes på de nye, større kofangere med kunststofhjørner.
I årene 1977 til 1980 blev Fiesta '76 også solgt på det amerikanske marked. Den amerikanske version blev dog også produceret i Europa.

## Fiesta '84 (1983−1989)
Den anden generation af Fiesta byggede på forgængerens platform, men gjaldt på grund af de nye forkortelser for karrosseriformen og de omfattende ændringer på frontpartiet og kabinen som en ny model. Ud over forgængerens 1,0- og 1,1-litersmotorer med sideliggende knastaksel fandtes Fiesta '84 også med de i 1980 introducerede CVH-motorer på 1,3, 1,4 og 1,6 liter. Den nye Fiesta kunne også leveres med fem gear. I starten af 1984 kom den første Fiesta med dieselmotor, i november 1986 en ureguleret katalysator til 1,1-litersmotoren, fra marts 1987 det første benzinindsprøjtningssystem med reguleret katalysator og fra maj 1987 en trinløs CTX-automatgearkasse.

## Fiesta '89 (1989−1996)
Fiesta-modellen fra 1989 var en nyudvikling og fandtes nu også med fem døre. Ud over en bedre undervogn og betydeligt forbedret sikkerhed fandtes Fiesta nu også med flere former for ekstraudstyr såsom el-ruder, ABS-bremser, airbag, klimaanlæg, servostyring og opvarmelig forrude. Motorprogrammet blev udvidet med de nye Zetec 16V-motorer, men bestod ligesom i forgængeren også stadigvæk af Valencia- og CVH-motorer. Den nye 1,8-liters dieselmotor kunne i nogle lande også leveres med turbolader.
Faceliftet i januar 1994 omfattede detailændringer samt tekniske og sikkerhedsrelevante modifikationer.
Fiesta '89 blev fortsat solgt frem til august 1996 som "Fiesta Classic", selv om efterfølgeren allerede gik i produktion i august 1995.

## Fiesta '96 (1995−1999)
Platformen til Fiesta '96 var overtaget stort set uændret fra forgængeren, mens det udvendige design og også mange tekniske detaljer var betydeligt anderledes. Kent-motorerne blev i programmet, mens Zetec- og CVH-motorerne blev afløst af de nye Zetec-SE-motorer. Ligesom Fiesta '89 fandtes også Fiesta '96 i en varebilsudgave med navnet Courier.
Den tredje generation af Mazda 121 var en på Ford-fabrikken i Köln produceret Fiesta '96 med enkelte Mazda-specifikke modifikationer.
Fiesta '96 dannede fra efteåret 1996 basis for mikrobilen Ford Ka og fra foråret 1997 sportscoupéen Ford Puma.

## Fiesta '99 (1999−2001)
Selv om Fiesta '99 egentlig kun var en kraftigt faceliftet Fiesta '96, betragtes den på trods af de samme typekoder (JAS, JBS etc.) normalt som femte generation. Frontpartiet var nydesignet, kofangerne fortil og bagtil modificeret og teknikken i vidt omfang modificeret og forbedret. 14"-hjul, indvendigt ventilerede skivebremser fortil, sideairbags og et tredje stoplys hørte nu til standardudstyret i alle versioner. Turbodieselmotoren kunne nu leveres i alle lande.
Tredje generation af Mazda 121 gennemgik de samme modfikationer.

## Fiesta '02 (2001−2008)
Sjette generation af Fiesta var bygget på en ny platform og var i forhold til sine forgængere væsentligt længere og bredere. I starten fandtes modellen kun med fem døre, mens tredørsversionen fulgte i juni 2002. De gamle stødstangsmotorer blev endegyldigt afløst af de mere moderne Zetec Rocam-motorer, mens Zetec 16V-motorerne og Duratec-HE-motoren på 2,0 liter udvidede benzinmotorprogrammet. Alle dieselmotorerne havde nu turbolader og commonrail-indsprøjtning. Bilen var som standard udstyret med selestrammere, sidekollisionsbeskyttelse, ABS-bremser, elektronisk bremsekraftfordeling og fire airbags; mod merpris kunne den også leveres med gardinairbags. Fiesta '02 fandtes med femtrins manuel gearkasse og den automatiserede gearkasse Durashift-EST.
I oktober 2005 fik Fiesta '02 et facelift med nydesignede kofangere fortil og bagtil, nye forlygter, forbedrede materialer i kabinen og fire nye metalliclakeringer. Derudover tilkom yderligere former for ekstraudstyr såsom AUX-indgang, Bluetooth- og Voice Control-funktioner, lys- og rudeviskerautomatik, kørecomputer, automatisk klimaanlæg og indklappelige sidespejle.
I Indien er modellen siden 2010 blevet produceret under navnet Ford Figo. Siden april 2011 er Fiesta '08 og som efterfølger for Ford Ikon Fiesta Classic blevet solgt sideløbende med hinanden i Indien og andre asiatiske lande. I foråret 2010 blev Fiesta '06 modificeret med nye forlygter og kølergrill i stil med Fiesta '08 og sælges nu som Fiesta One i Argentina, Fiesta Move i Venezuela og Fiesta Rocam i Brasilien.

## Fiesta '09 (2008−2017)
På Geneve Motor Show blev den nye Ford Fiesta præsenteret i marts 2008. Bilen delte platform med forgængeren, men var teknisk og optisk set væsentligt anderledes. Elektrisk servostyring, ABS, ESP med bremseassistent, fire airbags, knæairbag til føreren, justerbart rat og centrallåsesystem var nu standard allerede i basismodellen. Efter Fiesta '76 var dette den anden Fiesta-model, som også blev markedsført i USA, der også som sedan.
Modellen kunne ved introduktionen leveres med Zetec SE-benzinmotorer og to commonrail-dieselmotorer med turbolader og partikelfilter, mens Zetec Rocam- og Duratec-motorerne udgik. For første gang kom Ti-VCT-knastakseljusteringen til indsats i Fiesta, hvor begge knastaksler kunne justeres uafhængigt af hinanden.
I januar 2013 fandt et omfangsrigt optisk og teknisk facelift sted. Benzinmotorprogrammet blev udvidet med de nye trecylindrede 1,0-litersmotorer, som i EcoBoost-udgaverne med turbolader kunne yde op til 103 kW (140 hk). Senere tilkom de større 1,6-liters EcoBoost-motorer, som i Fiesta ST og ST200 kunne yde helt op til 158 kW (215 hk).
Til forskellige asiatiske lande fremstilles Fiesta siden 2011 i Chennai, Indien også som hatchback og sedan og afløser her Ford Ikon.
Den sidste Fiesta af denne generation forlod samlebåndet den 29. april 2017.

## Fiesta '18 (2017−2023)
Den 29. november 2016 blev den ottende generation af Fiesta præsenteret på Ford-Werkes fabrik i Köln-Niehl. Produktionen startede den 16. maj 2017, mens den officielle introduktion fandt sted den 8. juli 2017. Den 7. juli 2023 ophørte produktionen uden efterfølger.
I forhold til forgængeren er den nye model syv centimeter længere og 1,2 cm bredere. Modellen findes med 15 forskellige hjælpesystemer, blandt andet en nødbremseassistent, en parkeringsassistent, en fjernlysassistent samt en afstandsafhængig fartpilot. Ved introduktionen kunne modellen kun leveres med trecylindrede benzinmotorer; også den nye Fiesta ST havde fra starten af 2018 en trecylindret 1,5-liters EcoBoost-motor. Dieselmotorerne havde dog fortsat fire cylindre.

## Varebiler

### Fiesta Van
Fiesta Van, som alt efter årgang også kan hedde Fiesta Kleinlieferwagen eller Fiesta Express, er en lille varebil. Bilerne er leveret direkte fra fabrikken og adskiller sig kun i mindre detaljer fra den tilsvarende personbil. For at bilerne kan registreres som varebil, er de kun udstyret med to siddepladser. I stedet for udskæringerne til de bageste sideruder er bilens sider udført i ét stykke. Alt efter årgang er også bagklappen uden rude. Bag forsæderne findes der en − som oftest flad − lasteflade med en grundflade på over 1 m². Bilerne har et i forhold til de tilsvarende personbiler meget begrænset udvalg af ekstraudstyr og motorer.
Da disse biler i forhold til en normal personbil ikke har nogen ret stor nytteværdi for andre end erhvervsdrivende, blev de kun bygget og solgt i meget lave styktal.
- Fiesta Van '84
- Fiesta Van '89
- Fiesta Van '96
- Fiesta Van '99
- Fiesta Van '02
- Fiesta Van '09

### Fiesta Courier
LAV'en Fiesta Courier, som også blev solgt som Ford Courier, var ligesom Fiesta Van en varebil på basis af Fiesta. Forvognen var uændret, mens en modificeret og forlænget platform gav mere plads i lastrummet, som var højere end i en personbil og var tilgængeligt gennem to fløjdøre på bagsiden af bilen. Den flerleddede aksel blev erstattet af en stiv aksel med bladfjedre for at danne den lavest mulige lasteflade og mest plads og for at øge lasteevnen. I modsætning til Fiesta Van havde Courier en væsentligt større nytteværdi og var derfor mere udbredt. Komfortudstyret, ekstraudstyret og motorprogrammet var dog også i Courier stærkt begrænset og tilpasset erhvervsdrivendes behov. Alt efter model og konfiguration fandtes Courier uden bageste sideruder eller med en mindre eller en større rude i hver side af lastrummet. Ud over den topersoners varebilsudgave fandtes der også en version med bageste sideruder og bagsæder; denne fempersoners model blev solgt som Courier Kombi.
Med en nyttelast på 590 kg var konkurrenterne oprindeligt Fiat Fiorino og Renault Rapid. Alle motorvarianter var som standard kombineret med en femtrins manuel gearkasse.
I Frankrig hed modellen Ford Courrier (med to r'er), formentlig fordi "Courier" minder om det franske ord "Courrier" (post) hvilket ofte fejlstaves.
Courier blev bygget på fabrikkerne i Dagenham, England og i Köln, Tyskland på basis af tredje, fjerde og femte generation af Fiesta, alle med baglygterne fra Transit. Med introduktionen af Fiesta '02 udgik Courier og blev afløst af Ford Transit Connect, som var baseret på Ford Focus. Ud over Courier afløste Transit Connect også den lignende, men større Ford Escort Express.
- Fiesta Courier '89
- Fiesta Courier '96
- Fiesta Courier '99
- Bagfra